# کبوتر جنگلی آفریقایی
کبوتر جنگلی آفریقایی (نام علمی: Columba unicincta) نام یک گونه از سرده کبوتر است.